# Sergej Ėduardovič Bortkevič
Sergej Ėduardovič Bortkevič (in russo Серге́й Эдуа́рдович Бортке́вич?, in ucraino: Сергі́й Едуа́рдович Бортке́вич, trasl. Serhij Eduardovyč Bortkevyč) traslitterato anche come Sergei Eduardovich Bortkiewicz (Charkiv, 28 febbraio 1877 – Vienna, 25 ottobre 1952) è stato un compositore e pianista russo naturalizzato austriaco, di nascita ucraino.

## Biografia

### Primi anni
Nacque in una nobile famiglia polacca (padre Edward Bortkiewicz, madre Zofia Bortkiewicz née Uszyńska) e trascorse la maggior parte della sua infanzia nella tenuta di Artëmovka, presso Charkiv, in Ucraina. Fu allievo di Anatolij Ljadov e Karl von Arek al Conservatorio Imperiale di Musica di San Pietroburgo.
Nel 1900 lasciò San Pietroburgo e si trasferì a Lipsia, dove divenne allievo di Alfred Reisenauer e Salomon Jadassohn, entrambi pupilli di Franz Liszt. Nel luglio 1902 completò i suoi studi al Conservatorio di Lipsia e conseguì il diploma e l'onorificenza Schumann. Al suo ritorno in Russia nel 1904 sposò Elisabeth Geraklitowa, un'amica di sua sorella, e ritornò in Germania stabilendosi a Berlino. Fu là che iniziò a comporre seriamente.
Dal 1904 al 1914, Bortkiewicz visse a Berlino ma trascorreva le sue estati visitando la sua famiglia in Russia o viaggiando per l'Europa tenendo spesso dei concerti. Fu inoltre, per un anno, docente al Conservatorio di Klindworth-Scharwenka, dove incontrò un amico di lunga data, il pianista olandese Hugo van Dalen (1888–1967). Van Dalen eseguì la prima del concerto per Pianoforte e Orchestra n. 1, op. 16, nel novembre 1913 a Berlino, insieme all'Orchestra Blüthner diretta dal compositore.

### Prima guerra mondiale
Lo scoppio della prima guerra mondiale nel 1914 cambiò la vita di Bortkiewicz – essendo di nazionalità russa, fu inizialmente posto agli arresti domiciliari e successivamente costretto a lasciare la Germania. Egli tornò a Charkiv, dove si dedicò all'insegnamento della musica, e continuando al contempo a tenere concerti. La fine della guerra divenne l'inizio della rivoluzione russa, che costrinse il compositore e la sua famiglia a lasciare la tenuta di Artëmovka a causa dell'occupazione dei comunisti. Nel giugno 1919 i comunisti furono costretti alla fuga dall'Armata Bianca e Bortkiewicz poté ritornare e contribuire alla ricostruzione della tenuta di famiglia, che era stata completamente saccheggiata.
Questo rientro tuttavia fu di breve durata in quanto, durante un viaggio a Jalta con sua moglie, Charkiv fu occupata dall'Armata Rossa e ciò significò l'impossibilità di ritornare ad Artëmovka. Durante l'occupazione dell'Armata Rossa, il compositore vide sua madre, e il marito di sua sorella Vera, ammalarsi di tifo, ed entrambi morirono nel caos di Novorossijsk. Bortkiewicz fuggì da Jalta e riuscì ad ottenere un passaggio sul piroscafo "Konstantin", che lo portò al sicuro, ma senza un soldo, a Costantinopoli, nel novembre 1919.

### Periodo fra le due guerre
A Costantinopoli, grazie all'aiuto del pianista di corte del Sultano, Ilen Ilegey, Bortkiewicz poté tenere dei concerti e ricominciò ad insegnare. Divenne noto presso numerose ambasciate e fece conoscenza con la moglie dell'ambasciatore jugoslavo Natalie Chaponitsch, alla quale dedicò il suo Trois Morceaux, op. 24 (1922). Ella organizzò eventi musicali per Bortkiewicz all'interno dell'ambasciata, ed è stato grazie all'aiuto di suo marito che il compositore e sua moglie sono stati in grado di ottenere un visto per la Jugoslavia. Bortkiewicz e sua moglie giunsero a Sofia via Belgrado, dove hanno dovuto attendere per qualche tempo prima di ottenere un visto per l'Austria. Il 22 luglio del 1922 il compositore e sua moglie si trasferirono in Austria.
Inizialmente Bortkiewicz scelse Baden, non Vienna, come sua residenza, e vi rimase fino al 1923. Poi si trasferì a Vienna dove restò i successivi cinque anni, e là ottenne finalmente la cittadinanza austriaca.
Nel 1928 si recò a Parigi per sei mesi e poi tornò a vivere a Berlino. Nel 1933 fu costretto nuovamente a lasciare la Germania - essendo russo si trovò ad affrontare la persecuzione nazista e il suo nome venne rimosso da tutti i programmi musicali. Tornò a Vienna dove stabilì la sua residenza a Blechturmgasse 1 door 5 nel 1935, e qui visse per il resto della sua vita.
Fu durante questi anni che Bortkiewicz ebbe notevoli difficoltà finanziarie e fu costretto molte volte a chiedere aiuto economico al suo amico Hugo van Dalen, che il pianista concesse sempre senza problemi. In quel periodo tradusse dal russo al tedesco le lettere fra Tchaikovsky e Nadezhda von Meck. Queste lettere vennero pubblicate col titolo Die seltsame Liebe Peter Tschaikowsky's und der Nadjeschda von Meck (Köhler & Amelang, Leipzig 1938). Van Dalen adattò il libro di Bortkiewicz per il pubblico olandese, e lo pubblicò come Rondom Tschaikovsky's vierde symphonie (De Residentiebode, 1938).

### Seconda guerra mondiale
La seconda guerra mondiale (1939-1945) fu ancora un periodo terribile per Bortkiewicz e sua moglie. Alla fine della guerra egli descrisse, in una lettera datata 8 dicembre 1945 indirizzata al suo amico Hans Ankwicz-Kleehoven, le condizioni in cui viveva:
Durante questi terribili anni egli compose una serie di lavori inclusi la sua sonata per pianoforte n. 2, op. 60. La sonata venne eseguita per la prima volta dal compositore il 29 novembre 1942 nella sala Brahms del Musikverein di Vienna. Hugo van Dalen la eseguì per la prima volta in Olanda il 9 febbraio 1944 ad Amsterdam.
La seconda guerra mondiale portò Bortkiewicz sull'orlo della disperazione e della rovina. La maggior parte degli spartiti delle sue composizioni, che furono stampati dai suoi editori tedeschi (Rahter & Litolff), furono distrutti nei bombardamenti delle città tedesche e, di conseguenza, perse tutti i proventi derivanti dalla vendita della sua musica. Bortkiewicz e sua moglie erano fisicamente e mentalmente esauriti verso la fine della guerra e si trovavano entrambi in una situazione disperata, quando il suo amico, il primario medico dr. Walter Zdrahal, ricoverò la coppia all'ospedale Franz Joseph di Vienna, per poter curarli.
Nell'autunno del 1945 Bortkiewicz venne nominato direttore di una classe avanzata presso il Conservatorio di Vienna, che contribuì a dare al compositore un po' di quella stabilità finanziaria che aveva tanto cercato. Durante questo periodo compose i suoi sei Preludi op. 66 (1946-1947), di cui solo due - i n. 1 e 3 - sono stati finora trovati. Questi preludi vennero dedicati alla pianista olandese Hélène Mulholland (1912–2000), che lo aiutò, dopo la guerra, con l'invio di generi di prima necessità e vestiario. Quando andò in pensione nel 1948, la comunità di Vienna gli conferì un vitalizio onorario.

### Dopo la seconda guerra mondiale
Su iniziativa di Hans-Ankwicz Kleehoven, nel 1947 fu fondata a Vienna una Società Bortkiewicz al fine di mantenere vivo il ricordo della musica di Bortkiewicz. La riunione inaugurale si è svolta nella sala biblioteca dell'Akademie a Schillerplatz il 10 aprile 1947. Come fu deciso in tale assemblea, il primo lunedì di ogni mese da novembre a maggio, gli amici del compositore e i membri della Società si riunivano nel Kunstlerhaus e ascoltavano i concerti da lui composti gran parte dei quali interpretati da Bortkiewicz stesso. La Società Bortkiewicz fu sciolta il 6 marzo 1973.
Negli anni successivi al 1949, e soprattutto a causa degli anni di guerra, alla moglie di Bortkiewicz fu diagnosticato il disordine bipolare, che causò grande preoccupazione per il compositore. Tuttavia la luce del musicista continuò a risplendere e il 26 febbraio 1952 la Società Bortkiewicz insieme con l'Orchestra Ravag celebrò il 75º compleanno con un concerto tenutosi nel Musikverein Hall di Vienna. Bortkiewicz diresse l'orchestra con Felicitas Karrer solista nell'esecuzione del concerto per pianoforte e orchestra n. 1 op. 16, il violinista Jaro Schmied eseguì la sua Des Frühlings und des Pans Erwachen - lyrisches ein nach Intermezzo Gemälden von Sandro Botticelli op. 44, e a conclusione dell'evento la sua sinfonia n. 1 op. 52 "Aus meiner Heimat". Questo fu il suo ultimo concerto e la grande emozione della manifestazione fu illustrata in una lettera datata 18 marzo 1952. Il compositore scrisse a van Dalen:

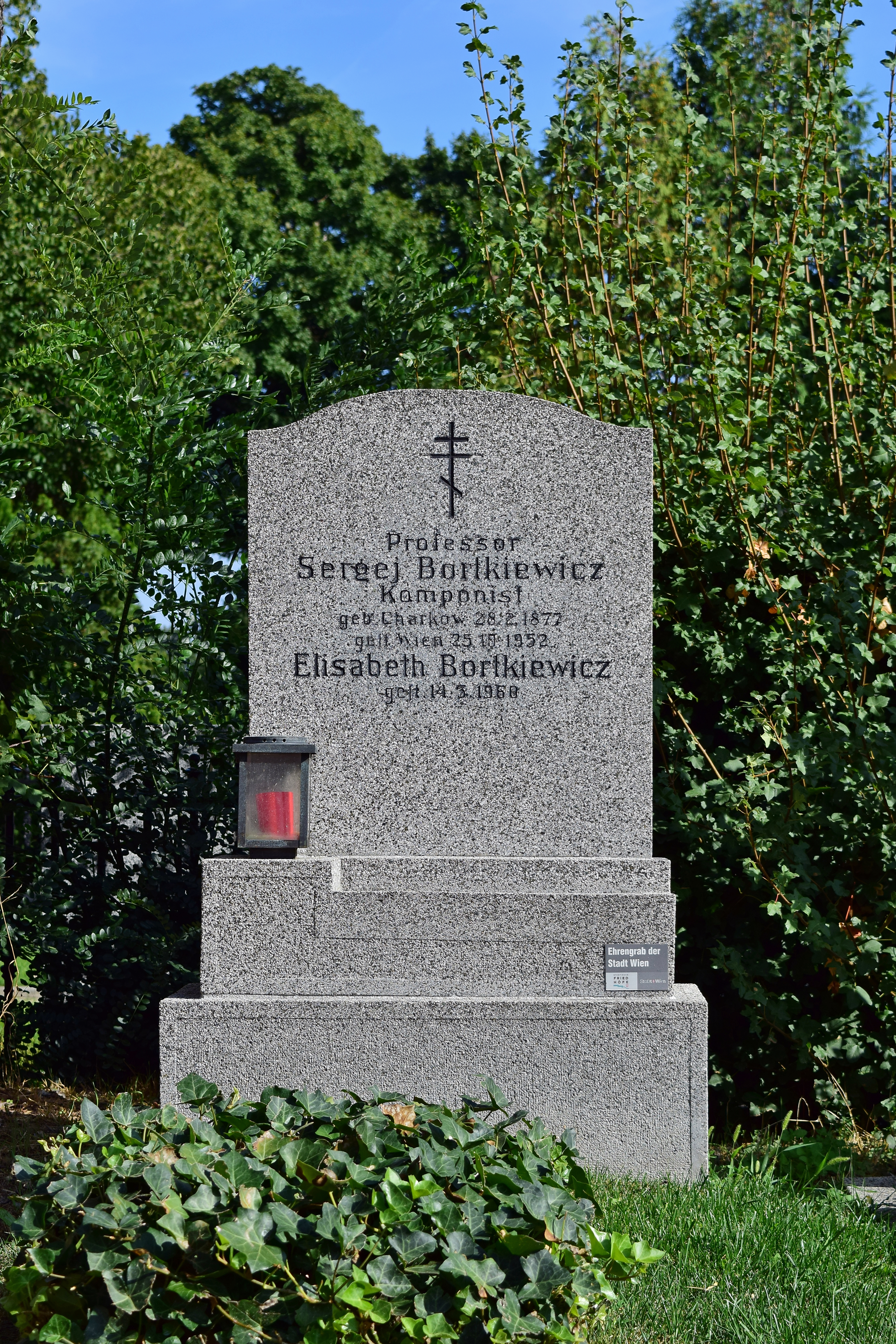
La tomba di Bortkevič e di sua moglie al cimitero Zentralfriedhof

Bortkiewicz soffriva da tempo di un disturbo allo stomaco e su consiglio del suo medico, decise di sottoporsi ad un intervento chirurgico nel mese di ottobre 1952. Non ha mai recuperato e morì a Vienna il 25 ottobre dello stesso anno. Sua moglie, Elisabeth, che non ebbe figli, morì otto anni dopo, il 9 marzo 1960 a Vienna. Le tombe di Bortkiewicz e sua moglie si trovano ancora al Zentralfriedhof di Vienna.

## Opere
Lo stile pianistico di Bortkiewicz si basava molto su Liszt e Chopin, condito da Tchaikovsky, Sergei Rachmaninov, l'iniziale Scriabin, Wagner e il folklore russo. Non venne influenzato dalle tendenze musicali del ventesimo secolo - il compositore non si era mai visto come un "modernista", come si può vedere dalla sua Künstlerisches Glaubensbekenntnis, scritto nel 1923. La sua opera è meticolosa, la sua fantasia colorata e sensibile, la sua scrittura pianistica idiomatica, una strumentazione lussureggiante sottolinea il sentimentalismo essenziale della invenzione melodica. Bortkiewicz non era solo un epigono, ma ha manifestato molto il suo proprio stile in cui ha convogliato tutte le influenze della sua vita e che può essere immediatamente riconosciuto come un tono tipicamente Bortkiewicz: lirico e nostalgico.
Si deve un grosso ringraziamento ad Hugo van Dalen, il suo amico più stretto, se si può ancora godere della musica di Bortkiewicz e apprendere molto sulla sua vita dalle tante lettere da lui inviate al pianista olandese. Quando morì Van Dalen, nel 1967, la sua famiglia lasciò in eredità i manoscritti delle diverse composizioni (come i 12 studi op. 29, dedicati a van Dalen), una autobiografia scritta Erinnerungen (pubblicato in tedesco nel Musik des Ostens, 1971 p. 136-169, in olandese da Hugo van Dalen in luglio / agosto 1939 De Zevende Dag e in inglese da BN Thadani Recollections 2ª edizione, Cantext, 2001), più un certo numero di lettere e spartiti, al Gemeentemuseum de L'Aia, che di recente è passato al Netherlands Music Institute (NMI). L'NMI ha l'unica copia esistente del manoscritto della sonata per pianoforte n. 2 op. 60, e di due dei preludi op. 66.

## Composizioni

### Pianoforte

#### Pianoforte solista
- Capriccio, Op. 3/1
- Étude, Op. 3/2
- Gavotte-Caprice, Op. 3/3
- Primula Veris, Op. 3/4
- Impressions, Op. 4
- Minuit, Op. 5
- Trois Morceaux, Op. 6
- Mélodie, Op. 7/1
- Menuet-fantasie, Op. 7/2
- Esquisses de Crimée, Op. 8
- Sonata in si maggiore, Op. 9
- Vier Klavierstücke, Op. 10
- Six pensées lyriques, Op. 11
- Trois Morceaux, Op. 12
- 6 preludi, op. 13
- Aus meiner Kindheit, Op. 14
- Etudes, Op. 15
- Lamentations and Consolations, Op. 17
- Der Kleine Wanderer, Op. 21
- Notturno ('Diane'), Op. 24/1
- Valse Grotesque (Satyre), Op. 24/2
- Impromptu ('Eros'), Op. 24/3
- 3 Waltzes, Op. 27
- La Blonde, Op. 29/1
- La Rousse, Op. 29/2
- La Brune, Op. 29/3
- La Poète, Op. 29/5
- Le Héros, Op. 29/6
- The Princess and the Pea, Op. 30/1
- The Bell, Op. 30/2
- The Hardy Tin Soldier, Op. 30/3
- The Angel, Op. 30/4
- Little Ida's Flowers, Op. 30/5
- The Nightingale, Op. 30/6
- It is quite certain, Op. 30/7
- The Child in the Grave, Op. 30/8
- The Butterfly, Op. 30/9
- The Ugly Duckling, Op. 30/10
- Golden Treasure, Op. 30/11
- The Metal Pig, Op. 30/12
- Russische Weisen und Tänze
- 10 preludi, op. 33
- Ein Roman, Op. 35
- Kindheit, Op. 39
- 6 preludi, op. 40
- Ballade, Op. 42
- Élégie, Op. 46
- Im 3/4 Takt, Op. 48
- Lyrica Nova, Op. 59
- Sonata in do diesis minore, Op. 60
- Chant sans paroles, Op. 65/1
- Etude, Op. 65/2
- Epithalame, Op. 65/3
- Capriccio alla Polacca, Op. 65/4
- Preludi, Op. 66

#### Due pianoforti
- Russische Tänze, Op. 18
- Russische Weisen und Tänze, Op. 31

#### Pianoforte e orchestra
- Concerto No. 1 in si bemolle maggiore, Op. 16
- Concerto No. 2 "per la mano sinistra", Op. 28
- Concerto No. 3 in do minore, Op. 32

### Musica da camera

#### Violino e pianoforte
- Sonata in sol minore, Op. 26
- Suite for violino e pianoforte, Op. 63
- Berceuse per violino e pianoforte

#### Violoncello e pianoforte
- Tre pezzi per violoncello e pianoforte, Op. 25
- Sonata, Op. 36

#### Piano Trio
- Piano Trio, Op. 38

### Orchestra

#### Sinfonie
- Sinfonia n. 1 in re maggiore 'Dalla mia madreterra', Op. 52
- Sinfonia n. 2 in mi bemolle maggiore, Op. 55

#### Poemi sinfonici
- Othello, Op. 19

#### Altro
- Russische Tänze per Orchestra, Op. 18
- Träume, Fantasia per Orchestra, Op. 34
- Österreichische Suite per orchestra d'archi, Op. 51
- Overture per Orchestra, Op. 53
- Jugoslawische Suite per Orchestra, Op. 58

### Opera lirica
- Die Akrobaten, Op. 50

### Balletto
- Arabische Nächte, Op. 37

### Lieder
- Sechs Lieder, Op. 2
- Sieben Gedichte von Paul Verlaine, Op. 23
- Hafis Lieder, Op. 43
- Russische Gedichte, Op. 47
- Im Park, Op. 56
- Sternflug des Herzens, Op. 62
- Vier Lieder, Op. 67
- Drei Lieder, Op. 69
- Drei Melodramen, Op. 71
- Lieder, Op. 72
- Lieder, Op. 73
- Lieder, Op. 74

## Discografia
- Martyn Brabbins, BBC Scottish Symphony Orchestra, Symphonies Nos. 1 and 2., Hyperion Records
- Marjorie Mitchell (piano), NDR Symphony Orchestra, William Strickland, Piano Concerto No. 1 in B flat major, Op. 16.
- Stephen Coombs (piano), BBC Scottish Symphony Orchestra, Jerzy Maksymiuk, Piano Concerto No. 1 in B flat major, Op. 16., Hyperion Records, insieme al Anton Arensky's Piano Concerto in F minor, Op. 2
- Stefan Doniga (piano), Janácek Philharmonic Orchestra, David Porcelijn (Nederlands Muziekinstituut), Piano Concertos Nos. 2 & 3.,
- Christian Persinaru (violin) and Nils Franke (piano), Pieces for Violin and Piano., Apex.
- Stephen Coombs, Piano works, CD (doppio), Hyperion Records
- Pierre Huybregts, Piano works, Centaur Records
- Cyprien Katsaris (Piano), Piano works
- Klaas Trapman, Piano works (complete), (Dutch Music Institute; 3 x 2cds)
- Julian Dyer in the United Kingdom has reissued a Duo Art reproducing piano roll of the Etude, Op. 15, No. 8 performed by Lester Donohoe.
- Amemptos Music has issued a new CD "The Forgotten Romantic" with Lloyd Buck playing Bortkiewicz's works on Rachmaninoff's piano.
- Jouni Somero, Sergei Bortkiewicz - Piano Works, CD (x9)